# Harold E. Varmus
Harold Eliot Varmus (Oceanside, New York, 1939. december 18. –) amerikai sejtbiológus, virológus. 1989-ben J. Michael Bishoppal közösen elnyerte az orvostudományi Nobel-díjat, mert felfedezték, hogy a vírusok tumort okozó onkogénjei a gazdasejtektől származnak.

## Pályafutása
Harold Varmus 1939. december 18-án született zsidó családban, a New York-állambeli Hempstead Oceanside kerületében, Long Island déli részén. Apja Frank Varmus orvos, anyja Beatrice Varmus szociális ellátó volt. Apai nagyapja, Jacob Varmus Lengyelországból, anyai nagyszülei (Harry és Regina Barasch) pedig Ausztriából vándoroltak ki Amerikába. A második világháború kitörésekor apját a légierő egyik floridai kórházába vezényelték, ahová a család is követte, így Harold hétéves koráig itt nevelkedett. 1946-ban visszaköltöztek Long Islandra, ahol Harold Hempstead Freeport kerületében járt iskolába. Varmus saját bevallása szerint nem volt igazán jó a csapatsportokban, inkább olvasni szeretett.
1957-ben a középiskola után beiratkozott az Amhurst College-be, hogy apja nyomdokait követve ő is orvos legyen. Érdeklődése azonban inkább a filozófia és végül az angol irodalom irányába fordult, politikával és újságírással foglalkozott és ő volt a főiskola újságjának főszerkesztője. A BSc oklevél megszerzése után tanulmányait a Harvard Egyetemen folytatta, de egy év után felhagyott az irodalommal és visszatért az orvostudományhoz a Columbia Egyetemen. Orvosi gyakorlatának egy részét egy indiai missziós kórházban töltötte. 

## Retrovírusok és rákkutatás
1966 és 1968 között a Columbia-Presbyterian Hospitalban dolgozott, majd a National Institutes of Health (NIH) keretein belül alapkutatással kezdett foglalkozni; a ciklikus AMP bakteriális génregulációját kutatta. 1970-ben csatlakozott Michael Bishop San Franciscó-i egyetemi laboratóriumához, ahol hamarosan óraadó tanárrá nevezték ki, 1972-ben véglegesítették a mikrobiológiai tanszéken, 1979-ben pedig professzor lett.
A San Franciscó-i Kaliforniai Egyetemen (University of California, San Francisco; UCSF) Varmus elsősorban a retrovírusokkal foglalkozott: szokatlan életciklusukkal, tumort okozó génjeik működésével és eredetével, genetikai változásokat okozó hatásaikkal. Munkája legnagyobb részét Michael Bishoppal közösen végezte. Közösen kimutatták, hogy a csirkékben rákos megbetegedést okozó vírus onkogénjei eredetileg az állat sejtjeiben is megtalálhatóak, mint sejtosztódást és fejlődést szabályozó gén. A felfedezés segített megérteni a nem virális eredetű tumorok genetikai hátterét is. Varmus foglalkozott a glükokortikoidok hatásaival és a Hepatitis B vírusával is.
1989-ben Harold E. Varmus és Michael Bishop elnyerte az orvostudományi Nobel-díjat "a retrovirális onkogének sejtes eredetének felfedezéséért". 

## Későbbi pályája

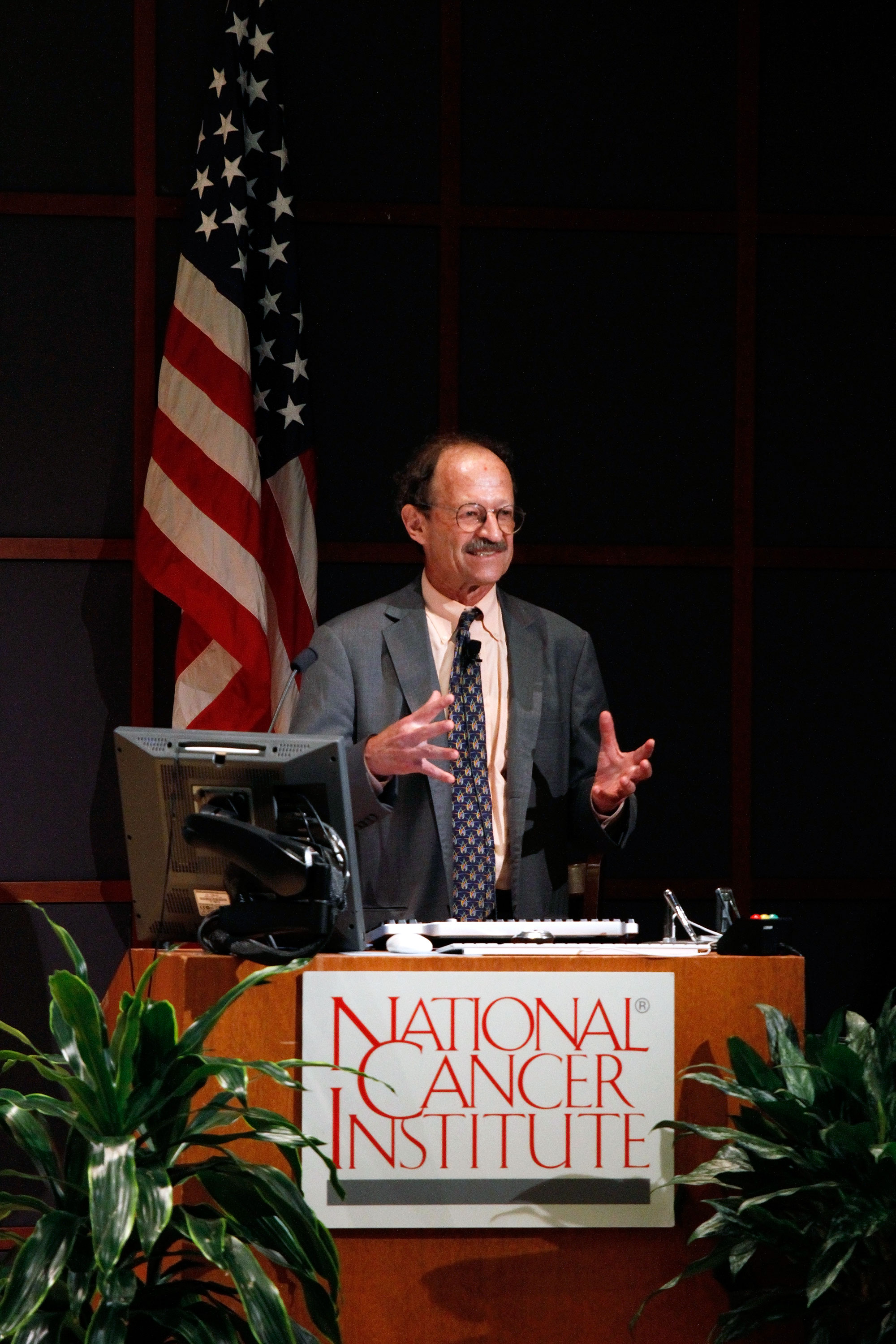
Harold E. Varmus az NCI igazgatójaként 2010-ben

1993 és 1999 között Varmus volt a National Institutes of Health igazgatója, 2000-2010 között pedig a New York-i Memorial Sloan-Kettering Cancer Center elnöke. 2002-től 2005-ig a Columbia Egyetem igazgatósági tagja volt, 2010-ben pedig a National Cancer Institute vezetőjévé nevezték ki. A Nobel-díjon felül 1982-ben megkapta az orvosi alapkutatásért járó Albert Lasker-díjat, 1984-ben a General Motors Rákalapítványának Alfred P. Sloan-díját és a Gairdner Alapítvány nemzetközi díját. 2001-ben Nemzeti Tudományos Éremmel tüntették ki.

## Családja
Harold Varmus 1969-ben házasodott össze az újságíró Constance Louise Caseyvel. Két fiuk született, a dzsessztrombitás Jacob Varmus és az előadóművész Christopher Isaac Varmus. Varmus szabad idejében sportol (biciklizik, kocog, síel és horgászik) de szakít időt a művészetekre (irodalom, színház, zene és film) is. 